# Хамада Сорі
Сорі Хамада (яп. 濵田 尚里, нар. 25 вересня 1990) — японська дзюдоїстка, олімпійська чемпіонка 2020 року, чемпіонка світу. 

## Спортивні результати на міжнародних змаганнях

### Виступи на Олімпіадах
| Змагання                    | Місце проведення | Вагова категорія | Місце  |
| --------------------------- | ---------------- | ---------------- | ------ |
| Літні Олімпійські ігри 2020 | Токіо, Японія    | до 78 кг         | Золото |

### Виступи на Чемпіонатах світу
| Змагання                     | Місце проведення  | Вагова категорія | Місце  |
| ---------------------------- | ----------------- | ---------------- | ------ |
| Чемпіонат світу з дзюдо 2018 | Баку, Азербайджан | до 78 кг         | Золото |
| Чемпіонат світу з дзюдо 2019 | Токіо, Японія     | до 52 кг         | Срібло |

### Виступи на Чемпіонатах Азії
| Змагання                    | Місце проведення | Вагова категорія | Місце  |
| --------------------------- | ---------------- | ---------------- | ------ |
| Чемпіонат Азії з дзюдо 2017 | Гонконг          | до 78 кг         | Золото |